# Terra della Regina Maria

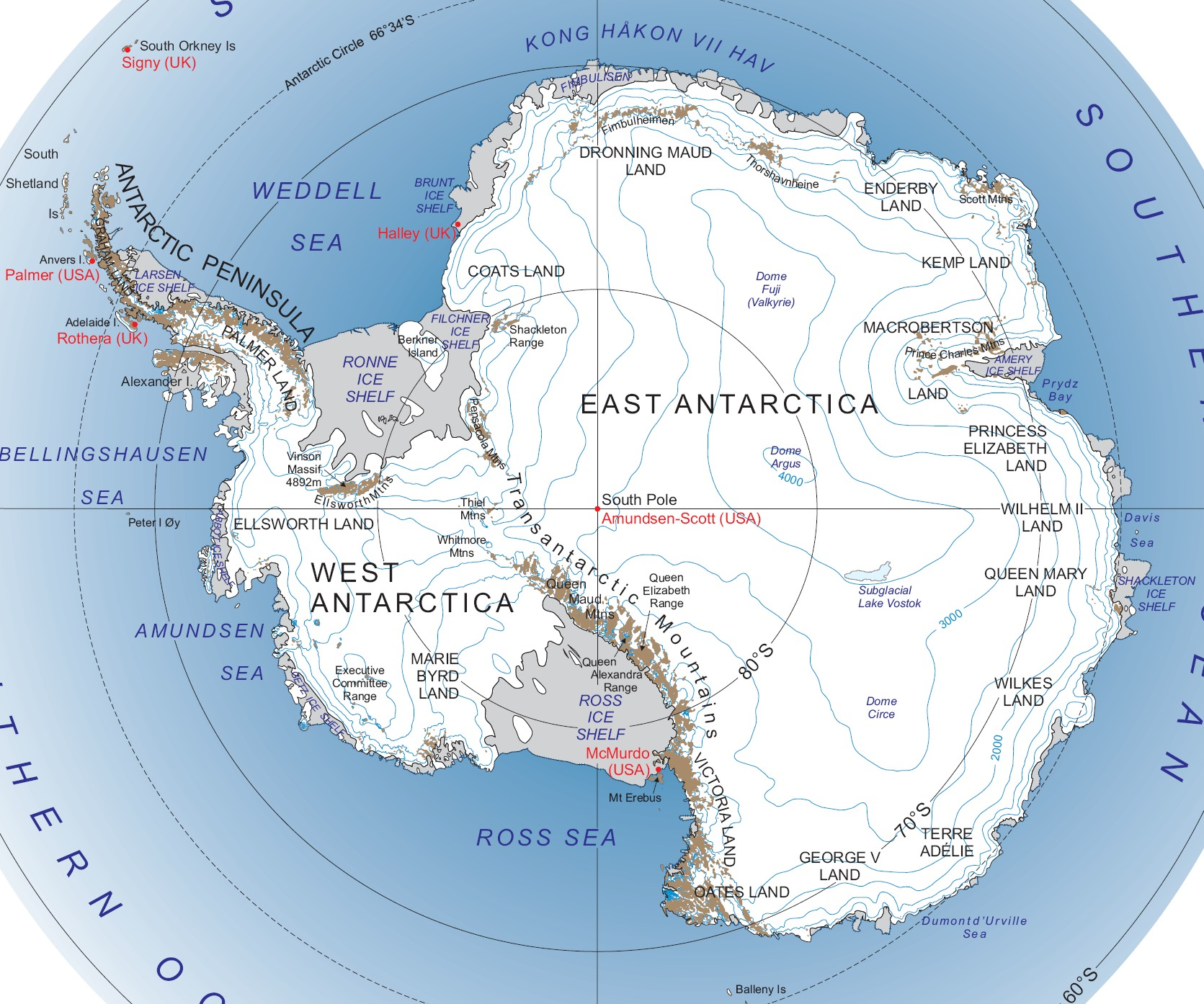
Le principali suddivisioni dell'Antartide.

La Terra della Regina Maria, o costa della Regina Maria, (centrata alle coordinate 66°45′S 96°00′E) è una porzione della costa Antartica. In particolare, la Terra della Regina Maria si estende tra capo Hordern (66°15′S 100°31′E), nelle colline Bunger, a est, e capo Filchner (66°27′S 91°54′E), a ovest, e confina a est con la costa di Knox (e quindi con la Terra di Wilkes) e a ovest con la costa della Terra di Guglielmo II.
Davanti alla parte orientale della costa, a cominciare dalla latitudine 96°E, si estende parte della piattaforma di ghiaccio Shackleton, che poi continua, nei suoi 384 km di lunghezza, verso est, fin davanti alla parte occidentale della costa di Knox.

## Storia
La Terra della Regina Maria fu scoperta ed esplorata nel febbraio 1912 nell'ambito della spedizione Aurora (1911-14), ufficialmente chiamata spedizione antartica australo-asiatica, comandata da Douglas Mawson. Mawson la battezzò con il suo attuale nome in onore di Mary di Teck, consorte di re Giorgio V del Regno Unito.
L'Unione Sovietica costruì ben tre basi di ricerca nella Terra della Regina Maria: la Stazione Piónerskaya 69°44′S 95°31′E, inaugurata il 27 maggio 1956 e abbandonata il 15 gennaio 1959, la Stazione Kómsomolskaya 74°06′S 94°30′E, inaugurata il 6 novembre 1957 e abbandonata il 9 marzo 1962, e la Stazione Salyut 65°32′S 96°30′E, sulla piattaforma glaciale di fronte alla costa, dal 1º febbraio al 27 aprile del 1978. Un'altra base temporanea, la Stazione Victoria o Pobeda 64°39′S 98°54′E, fu costruita sempre dall'Unione Sovietica sull'isola di ghiaccio Victoria, un iceberg situato a circa 160 km dalla costa che si forma e scompare periodicamente, e rimase attiva dal 9 maggio al 12 agosto 1960.